# Margaret Nicholl Laird
Margaret Nicholl Laird (31 de julio de 1897- junio de 1983) fue una misionera estadounidense de la Baptist Mid-Missions que trabajó en la colonia francesa de Ubangui-Chari e independiente República Centroafricana (RCA) desde 1922 hasta la década de 1960?. Fue una de las fundadoras de la Baptist Mid-Missions y una de las misioneras que más tiempo sirvió en la RCA. En reconocimiento a su servicio de misionera, enfermera, y a sus muchas otras actividades en la RCA, a Margaret se le concedió: la Legión de Honor francesa (1952), el grado de Caballero de la Orden del Mérito de la República Centroafricana (1961), la Alumna Distinguida del Año de la Women's College of Colorado (1962), y la Anna Eleanor Roosevelt Memorial Award de las Daughters of Hadassah (1962).

## Infancia y juventud
Margaret Suzanne Nicholl nacida en Englewood, Colorado de madre finlandesa luterana y de padre irlandés episcopaliano, Margaret fue bautizada en la fe luterana tres días después de su nacimiento. Asistió al Colorado Women’s College de Denver, Colorado, donde se unió a las clases bíblicas de una de sus profesoras, Jessie Robbins. El 16 de septiembre de 1917, ingresó en la Moody Bible School, donde se graduaría el 7 de agosto de 1919. Regresó entonces a Denver para cursar estudios en enfermería para poder optar a un puesto de misionera médica. Aunque se le ofreció una remuneración por parte de varias sociedades evangélicas misioneras se sintió inspirada por el ejemplo de Hudson Taylor, fundador de la China Inland Mission, de convertirse en una misionera por vocación sin remuneración alguna. Con el apoyo financiero inicial de la familia Hoover de su parroquia de Englewood, Colorado, Margaret decidió unirse al reverendo William Haas que estaba organizando un grupo misionero para la Baptist Mid-Missions que comenzara su labor en la colonia francesa de Ubangui-Chari.

## Los primeros años en Ubangui-Chari
Tras una breve formación en francés en París viajó hasta Ubangui-Chari y llegó a la localidad de Fort-Sibut en 1922, donde se unió al matrimonio misionero Rosenau de la Baptis Mid-Mission. Después de estudiar la lengua sango en Fort-Sibut durante cuatro meses, el director de la misión, Haas, le pidió que se instalara en Bangassou en el sureste de la RCA para dirigir una escuela francesa que la administración colonial francesa deseaba que se abriera allí. En Bonjanou conoció a otro misionero llamado Guy Laird, un viudo con un hijo llamado Lawrence. Aunque inicialmente reacia a casarse con un hombre que ya había estado casado, pronto superó esos prejuicios y se casó con Guy Laird en 1924. En 1925 Margaret dio a luz a Eleanor Louise, que fallecería tan sólo cuatro meses después. En 1927, mientras se encontraba de permiso en Englewood, Colorado, Margaret dio a luz a su primera hija, Arlene, y en 1928, dos semanas después de haber regresado a Fort-Sibut en Ubangui-Chari, dio a luz a su segunda hija, Marian.

## Su labor de enfermera en Ippy
En 1928, el administrador francés de Fort-Sibut Félix Éboué le pidió a los Laird que abriesen una estación de su misión entre el pueblo Banda en el centro de Ubangui-Chari, en la localidad de Ippy en la Región de Ouaka. Los franceses querían que los Laird les ayudaran a ganarse la confianza de los Banda en esta región donde los diamantes y el oro se acababan de descubrir y comenzaban a ser explotados. De este modo los Laird se trasladaron a Ippy donde Margaret trabajaría de enfermera hasta 1964. En Ippy, en agosto de 1931, Margaret dio a luz a su tercer hijo, Clifford. El dispensario médico que ella ayudó a crear en Ippy se convertiría en un importante centro médico en toda la región. Describió su vida de misionera en la RCA en un libro titulado They Called Me Mama (1975). Margaret conoció también durante su estancia en Ippy a personalidades Centroafricanas, tales como: Maurice Dejean, que sería el primer ministro de Asuntos Exteriores de la historia de la República Centroafricana, y a Gabriel Pounaba, que llegaría a ser Diputado de la Asamblea Nacional.

## Su labor en Sango
Margaret Laird contribuyó significativamente a la preparación de la Biblia en la lengua Sango.